# Phare de Panmure Head
Le phare de Panmure Head (en anglais : Panmure Head Lighthouse) est un phare actif qui est situé sur l'île Panmure devant le port de Georgetown, dans le Comté de Kings (Province de l'Île-du-Prince-Édouard), au Canada. 
Ce phare est géré par la Garde côtière canadienne .
Ce phare patrimonial  est répertorié par la loi sur la protection des phares patrimoniaux (en)  en date du 12 février 2015 et avait été considéré comme lieu patrimonial désigné en 2012.

## Histoire
Le phare de l’île Panmure a été le deuxième phare à être construit sur l’Île-du-Prince-Édouard. En 1853, l’île n’était qu’une colline de sable, qui est jointe aujourd'hui à la terre ferme par un isthme. Le phare guidait le trafic maritime de trois rivières : la rivière Cardigan, la rivière Brudenell et la rivière Montague. Il fut le premier phare octogonal en bois construit et comporte quatre étages posé sur une fondation en maçonnerie. En fin des années 1950, il fut équipé d'une lentille de Fresnel qui fut remplacée par une balise moderne en 2010.

Un bâtiment annexe abrita la corne de brume qui fut réinstallée dans la tour dans les années 1970. La corne de brume a été désactivée en 1990 et le bâtiment démoli.
Une maison de gardien avait été reconstruite en 1957 et le phare a été électrifié en 1958. Il a été automatisé en 1985.
La propriété du phare  a été transférée à la Panmure Island Lighthouse Association  qui en assure les visites en période d'été.

## Description
Le phare est une tour octogonale blanche, à claire-voie, en bois de 17,7 m de haut, avec une galerie et une lanterne dodécagonale en fonte rouge.  Il émet, à une hauteur focale de 23 m, un feu isophase un éclat jaune toutes les 6 secondes. Sa portée nominale est de 12 milles nautiques (environ 22 km).
Identifiant : ARLHS : CAN-363 - Amirauté : H-0932 - NGA : 8108 - CCG : 0953 .

## Caractéristique duFeu maritime
Fréquence : 4 secondes (W)
- Lumière : 0.5 seconde
- Obscurité : 3.5 secondes

### Lien connexe
- Liste des phares de l'Île-du-Prince-Édouard